# زبان گالاسیایی

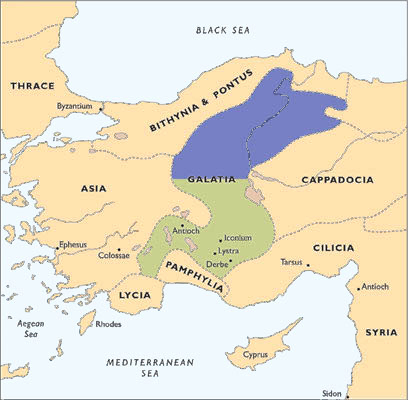
نقشۀ زبان گالاسیایی

زبان گالاسیایی زبانی بوده که روزگاری در گالاسی در آسیای کوچک گویشورانی داشته‌است. این زبان میان سده‌های سوم پیش از میلاد تا چهارم میلادی در این سرزمین رواج داشته است، اگرچه پنداشته می‌شود که با این زبان تا سدهٔ ششم میلادی هنوز کسانی سخن می‌گفته‌اند. روی هم رفته پیرامون یک صد و بیست واژه از این زبان بر جای مانده‌است که بسیاری از این واژگان نام‌های خاصند.
زبان گالاسیایی از شاخهٔ زبان‌های سلتیک قاره‌ای و همزمان و مرتبط با زبان گالیش بود.